# Müller Point
Der Müller Point ist eine Landspitze nahe dem östlichen Ende Südgeorgiens. Sie stellt die östliche Begrenzung der Iris Bay dar.
Der South Georgia Survey kartierte sie bei seiner von 1951 bis 1957 dauernden Vermessungskampagne. Das UK Antarctic Place-Names Committee  benannte sie 1958 nach Johannes Müller († 1941), Zweiter Offizier zuständig für Navigation an Bord der Deutschland bei der Zweiten Deutschen Antarktisexpedition (1911–1912) unter der Leitung Wilhelm Filchners. Müllers Vermessungsarbeiten trugen entscheidend zur Verbesserung von Landkarten über Südgeorgien bei.